# Ariarico
Ariarico (em latim: Ariaricus) ou Ariaco (em latim: Ariacus) é o primeiro chefe tervíngio (juiz) cuja existência é historicamente confirmada e que aparece em outras fontes independentes à Gética de Jordanes, sendo por vezes considerado o primeiro chefe conhecido.

## Vida
Como relatado nas fontes, pela década de 320 os tervíngios dominavam o Danúbio Inferior. Em decorrência do apoio militar fornecido por eles a Licínio (r. 308–324) durante as guerras civis da Tetrarquia, em 328 o imperador Constantino, o Grande (r. 306–337) ordenou a edificação de uma ponte através do rio e fortes ao longo de seu curso, sobretudo nas regiões da Oltênia e Valáquia. Essa pressão romana forçou a migração dos tervíngios e taifalos ao Tisza, então uma zona controlada pelos sármatas. Os últimos, por sua vez, solicitaram ajuda imperial e o césar Constantino II (r. 317–340) foi enviado numa campanha no inverno de 332 que conseguiu empurrá-los de volta para o Danúbio Inferior.
Relatadamente essa campanha resultou na morte de aproximados 100 000 pessoas devido ao clima e a falta de alimentos. Nesse mesmo ano, Constantino e Ariarico firmaram um acordo sob o qual os tervíngios deveriam pagar tributo ao império e proporcionar recrutas ao exército imperial; muitos destes recrutas foram direcionados para Oriente para combater o Império Sassânida. O filho de Ariarico, Aorico, passou a ser educado em Constantinopla como garantia desse acordo de paz. Ariarico, segundo a Gética, seria substituído por Geberico.